# 亞斯貝雷尼

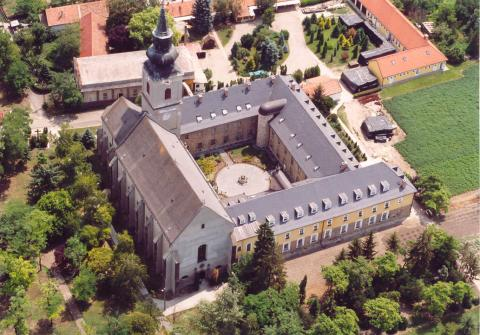

亞斯貝雷尼（匈牙利語：Jászberény）是匈牙利的城市，位於該國中部佐吉沃河畔，距離首都布達佩斯約100公里，由加茲-納傑孔-索爾諾克州負責管轄，面積221.35平方公里，2001年人口28,293。

## 外部連結
- JaszINFO site
- Official site （页面存档备份，存于）
- Jászberény on yazd.com （页面存档备份，存于）

47°30′N 19°55′E / 47.500°N 19.917°E